# St.-Agnes-Brücke (Esslingen)

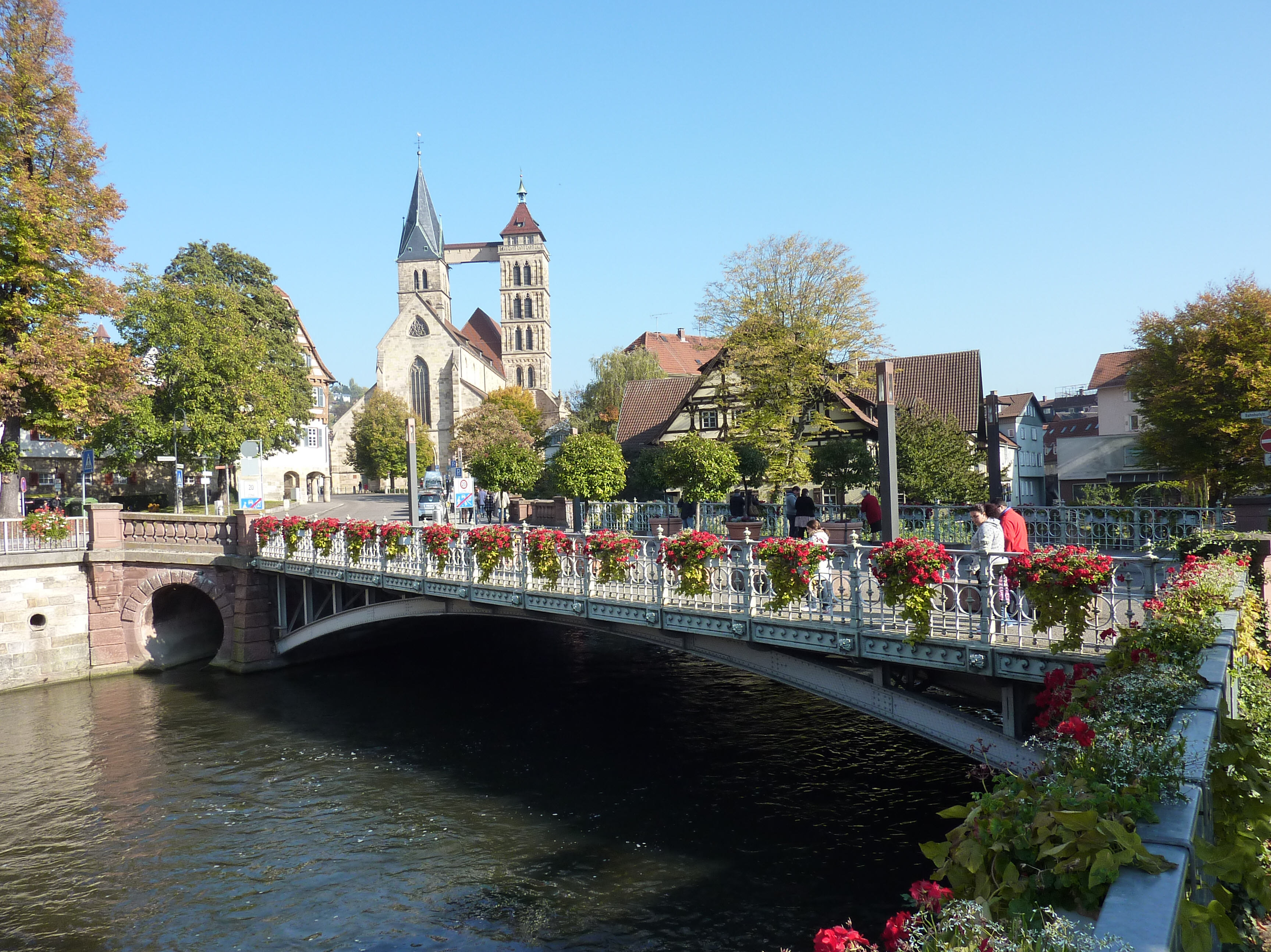
Die St.-Agnes-Brücke, Blick zur Stadtkirche

Die St.-Agnes-Brücke in Esslingen am Neckar ist eine Eisenbrücke für Fahrzeuge und Fußgänger. Sie stammt aus dem 19. Jahrhundert.

## Geschichte und Beschreibung
Die St.-Agnes-Brücke wurde im Jahr 1893 durch die Maschinenfabrik Esslingen nach Plänen von Julius Kübler errichtet. Das historistische gusseiserne Geländer lieferte die Maschinenfabrik Fritz Müller. Die einbogige, genietete Eisenbrücke besitzt Widerlager aus Beton, die mit Mauerwerk aus rotem Mainsandstein verblendet sind.
Die Brücke war von Anfang an für Fahrzeuge und Fußgänger vorgesehen. Sie stellt eine Verbindung der Esslinger Bahnhofstraße, die ab 1857 angelegt wurde, mit der Abt-Fulrad-Straße, die zum Marktplatz führt, dar und bindet somit den Bahnhof an die alte Kernstadt an.
Sie überspannt das kanalisierte Wasser des Neckars, das durch die Innenstadt fließt. Wenige Meter oberhalb der Brücke fließen die Kanalarme, in die sich der Hammerkanal an der Maille teilt, wieder zusammen, um sich ein Stück weiter unten, beim Lohwasen, erneut zu trennen. Beim Bau der Brücke wurde außerdem der Geiselbach überwölbt, der ebenfalls an dieser Stelle floss.
Fast unmittelbar neben der St.-Agnes-Brücke, die nach wie vor für den Fahrzeugverkehr geöffnet ist, existiert noch eine reine Fußgängerbrücke, der Agnessteg.

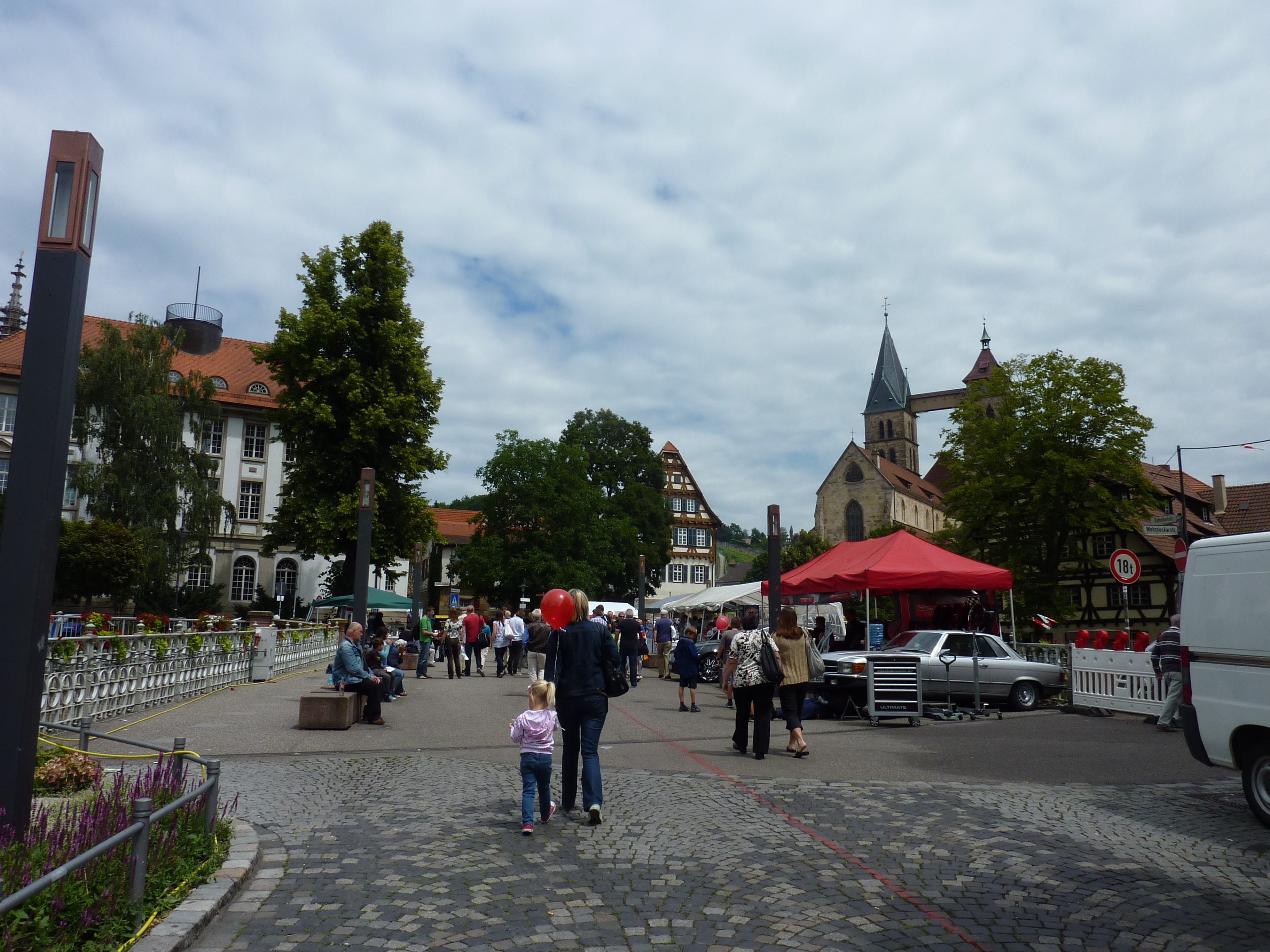
Feier des Bürgerfestes auf der St.-Agnes-Brücke
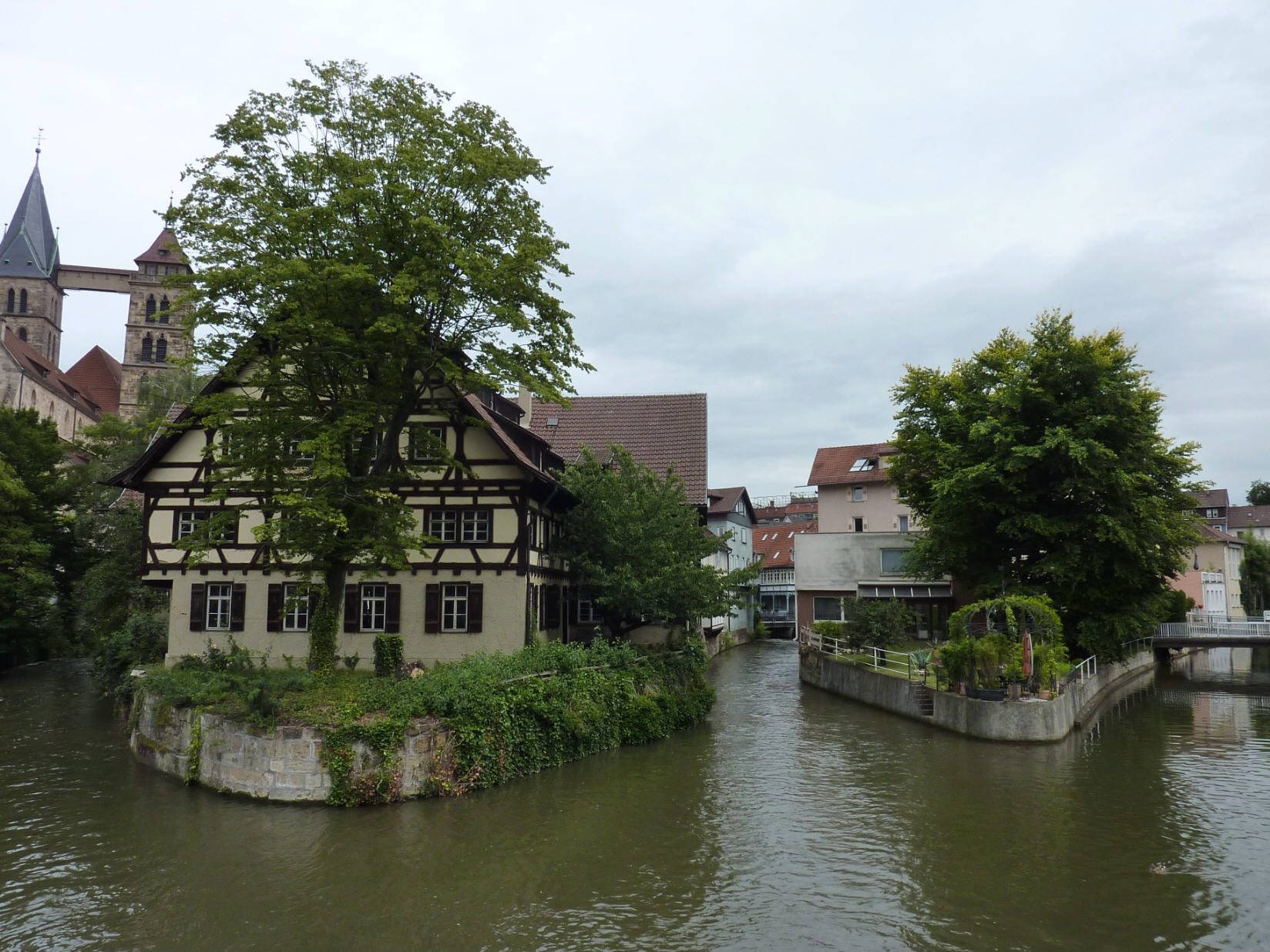
Blick von der St.-Agnes-Brücke flussaufwärts
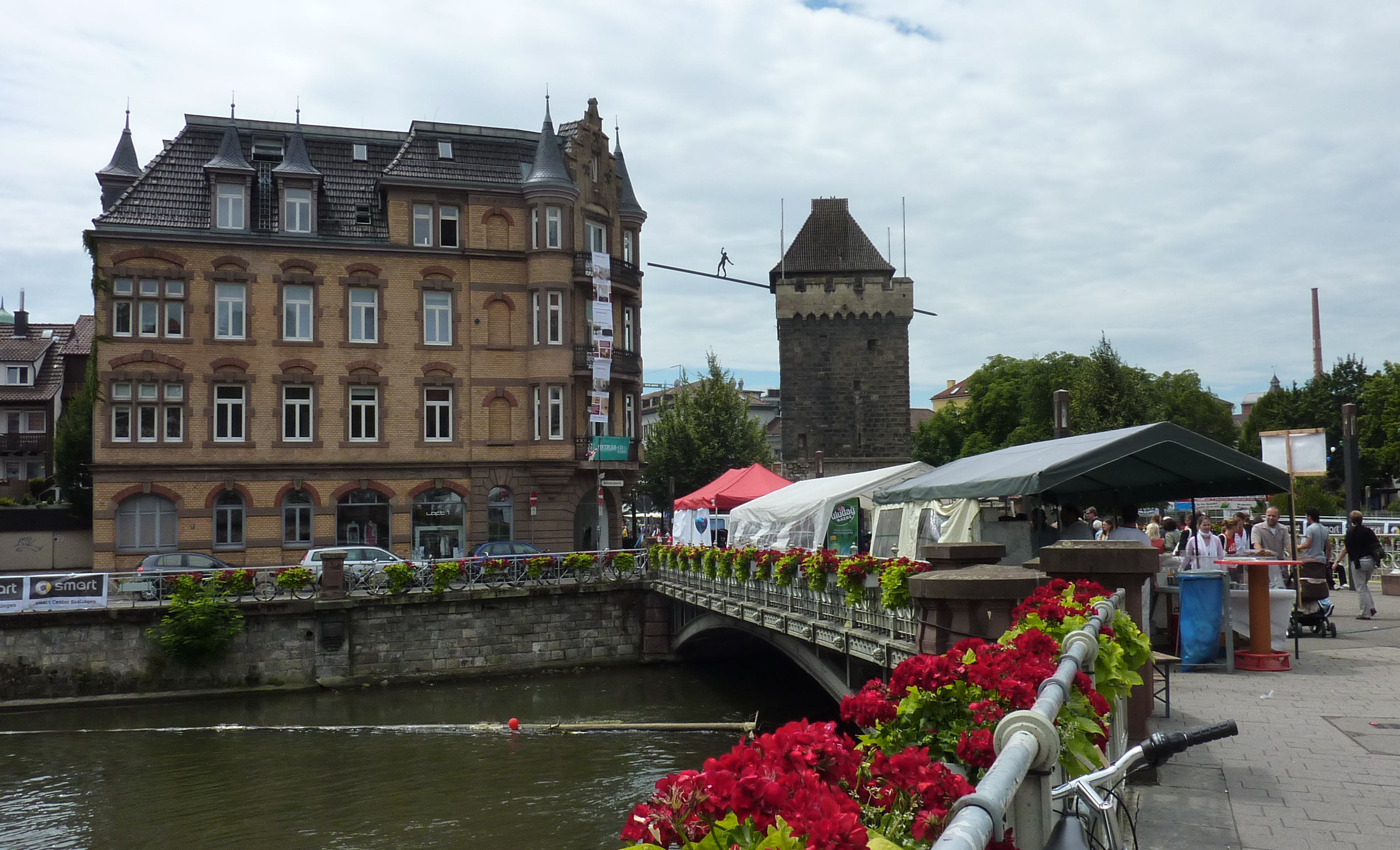
Die St.-Agnes-Brücke, Blick Richtung Bahnhof. Im Hintergrund links das Gebäude Bahnhofstraße 32 und weiter rechts der Schelztorturm
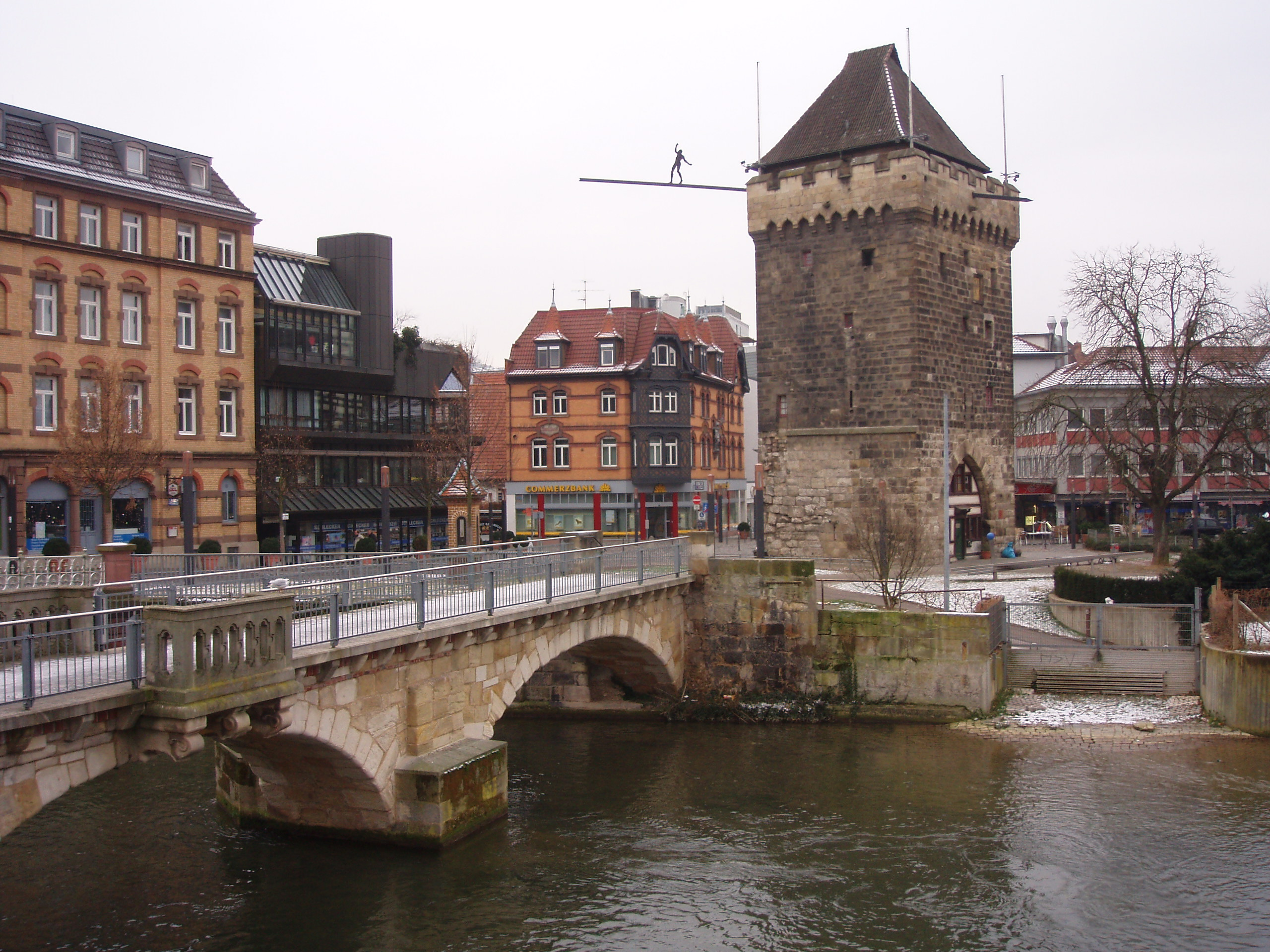
Der Agnessteg verläuft fast unmittelbar neben der St.-Agnes-Brücke.